# Mallare
Mallare là một đô thị ở tỉnh Savona ở vùng Liguria của Ý, có khoảng cách khoảng 50 km về phía tây nam của Genoa và khoảng 15 km về phía tây của Savona. Tại thời điểm ngày 31 tháng 12 năm 2004, đô thị này có dân số 1.292 người và diện tích là 32.6 km².
Đô thị Mallare có các frazioni (các đơn vị cấp dưới, chủ yếu là các làng) Grenni, Eremita, Le Acque, Codevilla, Fucine, Montefreddo, và Olano.
Mallare giáp các đô thị: Altare, Bormida, Calice Ligure, Carcare, Orco Feglino, Pallare, và Quiliano.